# Museo de Arte Religioso de Sonsón
El Museo de Arte Religioso «Tiberio de J. Salazar y Herrera» de Sonsón, es un museo de Arte Sacro dedicado a la preservación del patrimonio material religioso de dicho municipio colombiano.
La institución, creada en 1971, es una obra a cargo de la Parroquia de la Catedral «Nuestra Señora del Rosario de Chiquinquirá». Hace parte de la Red de Museos de Sonsón, y de la Red de Museos de Antioquia.

## Historia

### Fundación
Durante su ejercicio como secretaria de la Parroquia de la Catedral de Sonsón, la poetisa Lucía Javier, conocedora del extenso patrimonio artístico acumulado por décadas en la Catedral, propuso al párroco de entonces la idea de catalogarlo y exhibirlo para asegurar al público su disfrute y contribuir a su preservación. La idea fue presentada al Obispo de la diócesis de Sonsón-Rionegro, Alfonso Uribe Jaramillo, quien acogió el proyecto y emitió el decreto de fundación el 12 de enero de 1971, nombrando la naciente entidad en memoria de Mons. Tiberio de Jesús Salazar y Herrera, quien fue párroco de Sonsón y a la postre Arzobispo de Medellín. Junto con el decreto, Mons. Uribe designó una junta integrada por el Párroco de la Catedral, representantes de las comunidades religiosas y de fieles laicos, con la tarea de constituir la institución. 
El museo inició labores el 15 de mayo del mismo año, ocupando varias salas de la Casa de Pastoral «San Rafael», ubicada en la esquina de la Calle 8 con Carrera 6, y en ellas se exhibieron las tallas realizadas por el escultor imaginero Rómulo Carvajal Quintero para la Semana Santa del municipio, así como ornamentos religiosos, mobiliario del templo de granito destruido en el sismo de 1962, y de otros templos desaparecidos.

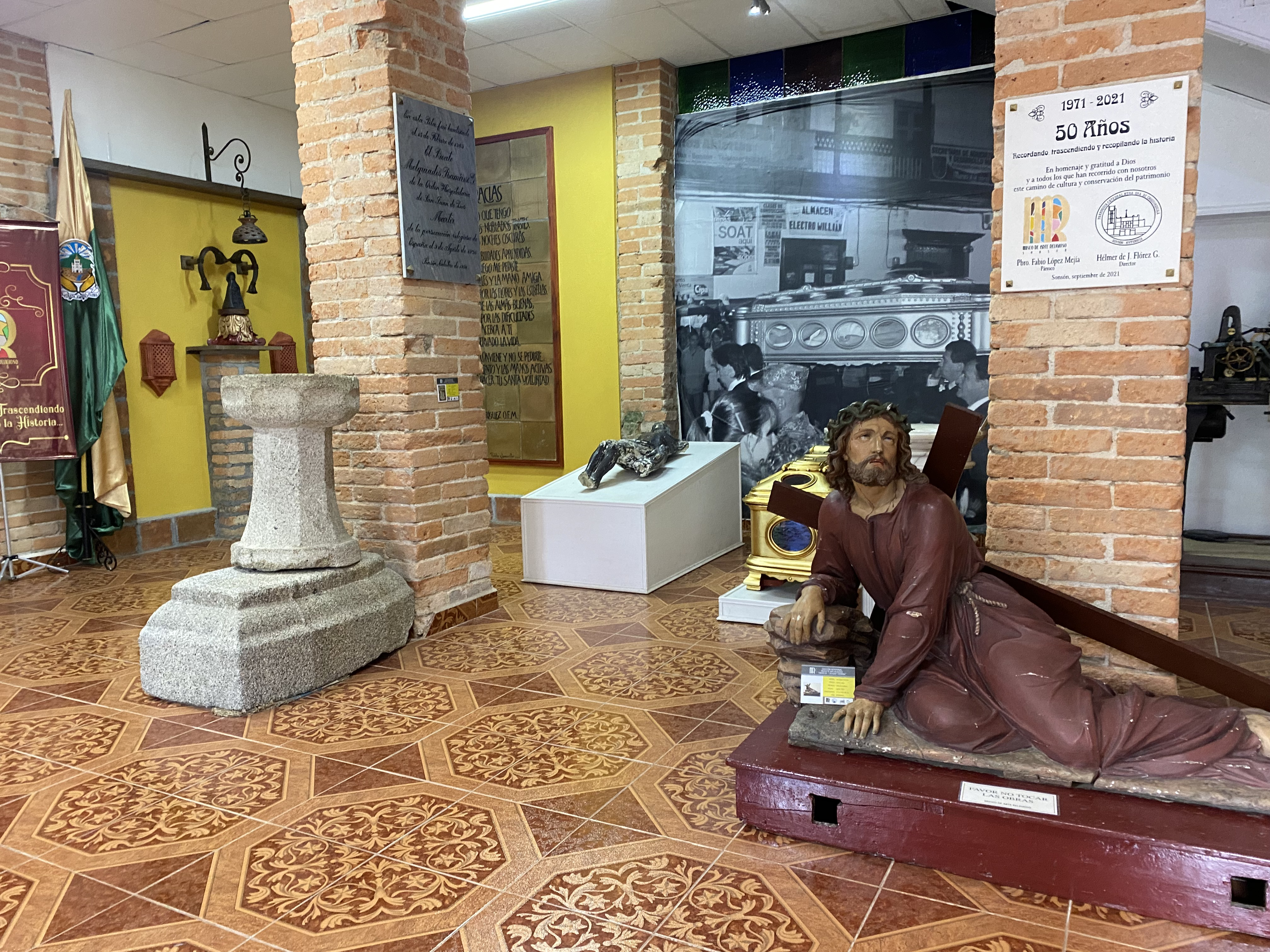
Sala dedicada a la pasión de Cristo.

### Consolidación
Tras funcionar por un tiempo en la Casa de San Rafael, el museo fue trasladado definitivamente a un amplio local vecino al Palacio Episcopal, donde antes funcionó el colegio denominado «Gimnasio Juvenil Diocesano». En la nueva ubicación, se dispusieron diferentes salas organizadas por temáticas como la Semana Santa, la misa tridentina, los ornamentos litúrgicos, la diócesis de Sonsón-Rionegro y los distintos templos parroquiales construidos a lo largo de la historia en Sonsón.

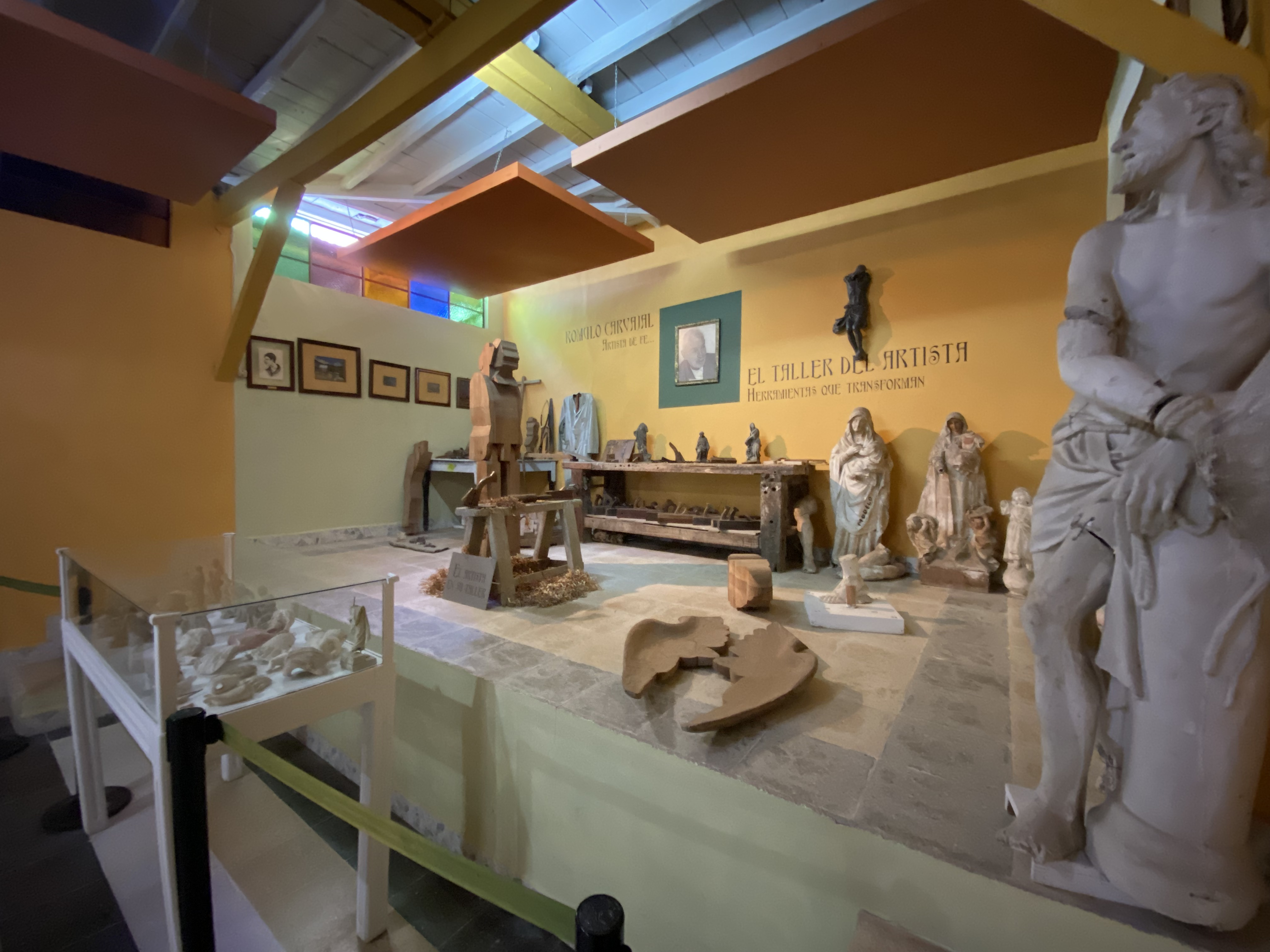
Sala Rómulo Carvajal.

En la primera mitad de la década de 1970, el artista Pablo Jaramillo le propuso al escultor imaginero Rómulo Carvajal, la creación de una sala museo que preservara la memoria de su obra. Tras su muerte en 1974, y la posterior creación de la Casa de la Cultura «Roberto Jaramillo Arango» en la que fuera su vivienda, se adecuó uno de los espacios del primer nivel como museo dedicado a la obra de Carvajal. Con el paso de las décadas, la Sociedad de Mejoras Públicas de Sonsón, propietaria de dicho centro cultural, se sumió en una profunda crisis que motivó a las directivas del Museo de Arte Religioso a solicitar el traslado de esa colección a su sede. En 2014 se concretó la iniciativa y se reabrió la sala en la sede del museo. La colección Carvajal se acrecentó igualmente con la donación de las obras y el archivo de Álvaro padre e hijo por parte de sus descendientes, patrimonio procedente de Manizales.
Con la ayuda de diversos benefactores, entre ellos Mons. Gilberto Muñoz Ospina, el museo ha recibido en donación colecciones de cálices, campanas y biblias, entre otras. El 23 de agosto de 2018 se inauguró un espacio expositivo dedicado a la memoria de la antigua Catedral de Granito. En él se exhiben documentos técnicos que datan de la construcción, como los planos y la maqueta original del proyecto, además de piedras, fragmentos de mármol de los altares y fotografías de distintas épocas del edificio.

## Exposiciones
El Museo está integrado por 11 salas temáticas, organizadas por criterios litúrgicos (Celebraciones religiosas), históricos (jerarcas eclesiales), y artísticos (artistas, técnicas y procedencias).
| Sala N° | Nombre                                          | Exhibición |
| ------- | ----------------------------------------------- | --- |
| 1       | Rómulo Carvajal                                 | Expone las obras y los instrumentos de trabajo del escultor imaginero. Mediante esculturas en diferentes etapas de terminación, se expone el proceso de la realización de las imágenes religiosas. Igualmente se exhiben condecoraciones y retratos realizados por diferentes artistas. |
| 2       | María contempla el drama y salvación de su hijo | Se exhiben las principales imágenes utilizadas en los desfiles de la Semana Santa de Sonsón, entre ellas las de la crucifixión, la muerte y resurrección de Jesús. |
| 3       | Oratorio a Fray Melquíades                      | Espacio dedicado a la memoria del mártir sonsoneño de la Orden Hospitalaria muerto durante la Guerra civil española |
| 4       | Sacristía                                       | Recreación del altar del rito Tridentino, colección de misales y biblias, y pinacoteca de escenas evangélicas y de jerarcas eclesiales. |
| 5       | Escultura en la antigua Catedral                | Imaginería religiosa que hacía parte del mobiliario de la antigua Catedral de granito. |
| 6       | Pinacoteca de los párrocos y los obispos        | Corredor en el que se exhiben los óleos de los párrocos de la Catedral y los obispos que han regido en la diócesis de Sonsón-Rionegro. |
| 7       | Ornamentos del ceremonial religioso             | Colección de prendas utilizadas por los sacerdotes en diferentes celebraciones litúrgicas. |
| 8       | Escultura en Antioquia                          | Imaginería religiosa de Álvaro Carvajal, tallas quiteñas, y de otras escuelas de arte religioso. |
| 9       | Pablo VI                                        | Colección de cálices, copones y campanillas del sacerdote Gilberto Muñoz Ospina. |
| 10      | Catedral de granito                             | Planos, fotografías, ornamentos y materiales que integraban el antiguo templo Catedral. |
| 11      | Devociones populares                            | Colección de cuadros religiosos y litografías antiguas que hacen parte de las devociones más extendidas en la región. |